# Matt Hill
Pour les articles homonymes, voir Hill.
Matt Hill, né le 19 janvier 1968 à North Vancouver, est un acteur canadien.

## Biographie
Matt Hill est un acteur spécialisé dans les voix de personnages de séries d'animation. Il a notamment assuré les voix de Raphaël dans le film Les Tortues Ninja 3 et la série Tortues Ninja : La Nouvelle Génération, de Kira Yamato dans les séries Gundam SEED et Gundam Seed Destiny, d'Ed dans la série Ed, Edd et Eddy et de Captain N dans la série du même nom.

## Filmographie

### Cinéma
- 1993 : Les Tortues Ninja 3 : Raphaël (voix)
- 1996 : La Reine des vampires : Reggie
- 1998 : Rudolph, le petit renne au nez rouge : Le film : Archer (voix)
- 1999 : Le Château des singes : Kom (voix)
- 2001 : 15 février 1839 : le soldat McDonald
- 2003 : Shanghai Kid 2 : le député

### Télévision
- 1989 : Cap Danger (série télévisée, saison 5 épisode 14) : Tom Hedley
- 1989 : Les deux font la loi (série télévisée, saison 1 épisode 20) : Ray
- 1989-1991 : Captain N (série télévisée, 33 épisodes) : Captain N (voix)
- 1990 : 21 Jump Street (série télévisée, saison 5 épisode 3) : Gavin Hooks
- 1994-1995 : Street Sharks : Les Requins de la ville (série télévisée, 40 épisodes) : Jab (voix)
- 1994-1995 : Dinos Junior (série télévisée, 26 épisodes) : Stanley (voix)
- 1995 : X-Files (série télévisée, saison 2 épisode Mystère vaudou) : le soldat Harry Dunham
- 1996 : Le Titanic (mini-série) : l'opérateur radio Jack Phillips
- 1997 : The Sentinel (série télévisée, saison 3 épisode 10) : l'adjoint Toliver
- 1997-1998 : Tortues Ninja : La Nouvelle Génération (série télévisée, 26 épisodes) : Raphaël (voix)
- 1999-2000 : Sonic le rebelle (série télévisée, 40 épisodes) : Trevor (voix)
- 1999-2009 : Ed, Edd et Eddy (série télévisée, 91 épisodes) : Ed (voix)
- 2001-2003 : X-Men: Evolution (série télévisée, 7 épisodes) : Havok (voix)
- 2002 : Special Unit 2 (série télévisée, saison 2 épisode 11) : Richie
- 2002 : Disparition : Willie
- 2002-2005 : Gundam SEED et Gundam Seed Destiny (série télévisée, 67 épisodes) : Kira Yamato (voix)
- 2003 : Silverwing (série télévisée, 10 épisodes) : Chinook (voix)
- 2004 : Dead Like Me (série télévisée, saison 2 épisode 10) : Icarus Jones
- 2007-2009 : Les Faucons de l'orage (série télévisée, 29 épisodes) : Finn (voix)
- 2007-2009 : Monster Buster Club (série télévisée, 52 épisodes) : Danny (voix)
- 2009-2010 : Zigby (série télévisée, 52 épisodes) : Bertie (voix)
- 2012-2013 : SheZow (série télévisée, 26 épisodes) : Maz (voix)
- 2013 : Pac-Man et les Aventures de fantômes (série télévisée, 22 épisodes) : Skeebo (voix)